# Conselho Nacional de Trânsito
O Conselho Nacional de Trânsito (CONTRAN) é o órgão coordenador, normativo e consultivo máximo, da política nacional de trânsito, competente do Sistema Nacional de Trânsito (SNT), responsável pela regulamentação do Código de Trânsito Brasileiro (CTB). Foi criado pela Lei nº 9.503, de 23 de setembro de 1997, que instituiu o Código de Trânsito Brasileiro.